# Paul Ruggeri
Paul Ruggeri (Siracusa (Nueva York), 12 de noviembre de 1988) es un gimnasta artístico estadounidense, medallista mundial de bronce en 2014 en el concurso por equipos.

## 2014
En el Mundial celebrado en Nanning (China) consigue el bronce en el concurso por equipos —Estados Unidos queda tras China (oro) y Japón (plata); sus compañeros de equipo fueron: Jacob Dalton, Danell Leyva, Sam Mikulak, Alexander Naddour, John Orozco y Donnell Whittenburg.